# Franklin and Megantic Railway
Die Franklin and Megantic Railway ist eine ehemalige Eisenbahngesellschaft in Maine (Vereinigte Staaten). Sie wurde am 1. Juli 1883 zunächst als „Franklin and Megantic Railroad“ gegründet und baute eine Eisenbahnstrecke in 610 Millimetern Spurweite von Strong nach Kingfield. Die Eröffnung der 24,2 Kilometer langen Bahnstrecke Strong–Kingfield erfolgte Ende 1884. Daneben baute man noch einen 2,7 Kilometer langen Abzweig nach Mount Abram sowie eine kurze Stichstrecke nach Alder Stream. In Strong bestand eine Verbindung zur Sandy River Railroad, die in der gleichen Spurweite gebaut worden war. Die Gesellschaft musste nach finanziellen Problemen am 3. Juni 1897 in „Franklin and Megantic Railway“ umgegründet werden.
Die Verlängerung der Strecke über Kingfield hinaus wurde durch die Kingfield and Dead River Railroad gebaut, die bis 1897 eine Tochtergesellschaft der F&M war, die auch weiterhin den Betrieb führte. Am 30. Januar 1908 erfolgte der Zusammenschluss mit der Kingfield and Dead River Railroad sowie der Sandy River Railroad. Die neue Gesellschaft firmierte unter dem Namen Sandy River and Rangeley Lakes Railroad. Die Strecke der ehemaligen Franklin&Megantic wurde bis 1935 stillgelegt und abgebaut.